# Instruction à domicile
Pour les articles homonymes, voir IEF.

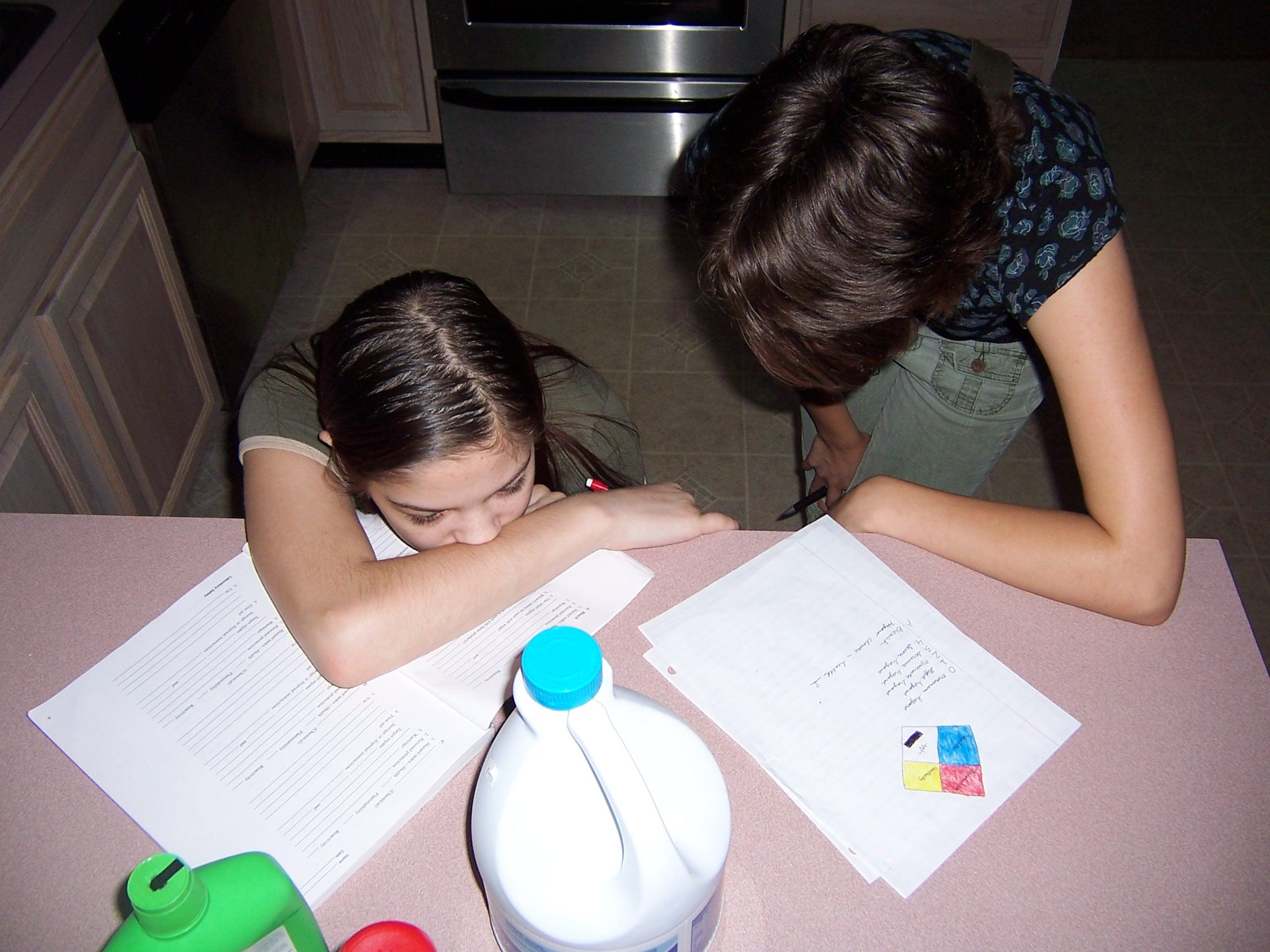
Une mère faisant réviser sa fille à la maison.

L’instruction à domicile ou instruction en famille (IEF) (en anglais, homeschooling) est une situation d'instruction ou d'enseignement alternative proposée par les parents à leurs enfants, qui se déroule au sein du foyer. Encore méconnu en France et dans les pays latins, ce mode d'instruction prend une importance notable et croissante dans les pays anglo-saxons (Royaume-Uni, États-Unis, Canada, Nouvelle-Zélande, Irlande) depuis la fin des années 1980.

## Définition
Le terme englobe plusieurs philosophies et pratiques très variées. Il y a également d'autres termes (souvent anglophones) avec des connotations légèrement différentes : homeschooling, unschooling, non-scolarisation (non-sco) et en zone francophone « instruction en famille » ou « à domicile » qui sont les appellations utilisées dans la loi française.
On retrouve dans les lois aussi bien françaises que belges la notion d'obligation « scolaire » alors que dans les faits il s'agit d'une obligation « d'instruction » ; elle-même fréquemment et radicalement contestée par de nombreux mouvements défendant la « cause des enfants » au sens que lui donnait Christiane Rochefort.
Au Québec on préfère amplement le terme éducation, parce qu'instruction semble chargé de connotations trop impératives, et se réfère seulement à des connaissances factuelles ou opératoires.

## Motivations
Les motivations sont très diverses et peuvent correspondre à plusieurs catégories : les motivations liées à l'enfant (santé et handicap ; les motivations liées au mode de vie familial, liées au vécu des parents, au milieu scolaire (doutes sur la socialisation à l'école, violence scolaire, respect des rythmes physiologiques, niveau scolaire jugé en baisse).
Une enquête réalisée dans le cadre du recensement américain donne un aperçu des motivations des parents choisissant de ne pas envoyer leurs enfants à l'école dans ce pays : la supériorité de l'éducation à la maison (50,8 %) des parents ; motivations religieuses (33,0 %) ; mauvaise qualité de l'environnement scolaire (29,8 %) ; objection au contenu des programmes scolaires (14,4 %) ; niveau insuffisant de l'enseignement scolaire (11,5 %).
En France, un extrait de « Instruction(s) en famille. Explorations sociologiques d’un phénomène émergent » de Philippe Bongrand et Dominique Glasman présente la situation de façon plus nuancée : sur les 0,17 % d’enfants âgés de six à seize ans qui sont instruits en famille sans inscription réglementée au CNED, on trouve des situations qui  représentent des problèmes ou des populations qui ne leur sont pas toujours spécifiques. Par exemple, faire travailler à la maison un enfant empêché par la maladie de fréquenter un établissement scolaire peut poser des questions pratiques, pédagogiques ou éducatives que rencontrent également des familles qui ont choisi de ne pas scolariser. Par ailleurs, certains segments de la population instruisant en famille partagent des références et pratiques avec les acteurs des pédagogies et établissements « alternatifs ».

## Choix éducatifs
On constate ainsi qu'il existe une grande diversité d'approches expérimentées par les familles, principalement à cause de leurs choix éducatifs très différents.
On distingue parmi elles plusieurs « courants » : certaines font ainsi le choix de suivre des cours par correspondance, en tant que support durant l'année scolaire, via un centre public (comme le Centre National d'Enseignement à Distance (Cned) en France) ou des cours privés. D'autres utilisent des pédagogies particulières comme Montessori, Steiner, Freinet, Decroly… On trouve encore les « homeschoolers » qui décident de s'accompagner grâce à divers supports (logiciel éducatif, manuels scolaires, ressources etc.). Pour les « unschooleurs » et les défenseurs des apprentissages informels, l'apprentissage est libre et autogéré,, puisqu'en France les parents ne sont pas obligés d'adopter les méthodes instaurées par l'Éducation Nationale et peuvent suivre leur propre ordre de progression.
Néanmoins, la loi impose que chaque enfant instruit en famille ait acquis des connaissances inscrites dans le Socle commun des connaissances et compétences à la fin de la période d'instruction obligatoire (Article L122-1-1 du Code de l'Éducation).

## Débats

### Avantages et difficultés
Jolyn Whitaker résume en 2005 les avantages et difficultés auxquels sont confrontés les parents qui choisissent l'école à la maison. Les principaux avantages sont le temps passé avec les enfants, le contrôle de ce que l'enfant apprend, une plus grande implication dans la transmission de valeurs, la protection de l'enfant vis-à-vis de situations sociales négatives, de mauvaises influences… Elle cite également le plaisir des parents à s'impliquer en commun dans l'éducation de leurs enfants. En outre, l'école à la maison permet aux parents de s'occuper individuellement de l'enfant et leur permet d'adapter l'apprentissage à son rythme et à ses difficultés. La possibilité d'une pédagogie différenciée est également l'un des principaux arguments avancés par Catherine Baker, une des références francophones du mouvement pour la déscolarisation (et contre toute idée, estimée mortifère, de pédagogie).
Les principales difficultés mentionnées par Whitaker sont le coût, la motivation de l'enfant, la nécessité de défendre le choix de l'école à la maison vis-à-vis de son enfant et des autres, l'effort nécessaire pour s'assurer que l'enfant a l'occasion de rencontrer d'autres enfants de son âge et la peur des parents d'être incapables de couvrir l'ensemble des programmes scolaires.

### Socialisation
Robert Epstein, ex-rédacteur en chef de Psychology Today, considère que le prolongement de la scolarisation obligatoire et le fait de « parquer » les adolescents entre eux les infantilisent, alors que l'enseignement personnalisé en contact plus rapproché avec des adultes, comme l'instruction à la maison, permet une maturation plus rapide et d'éviter la crise de l'adolescence. Crise qui est en grande partie une conséquence de cette longue scolarité obligatoire pendant laquelle les adolescents sont traités comme des enfants et n'ont comme modèles et compagnons que d'autres adolescents.

### Dérives sectaires
Le premier rapport annuel publié en 2003 par la Mission interministérielle de vigilance et de lutte contre les dérives sectaires (MIVILUDES), a fait le constat que la « suspicion de dérive sectaire n'est apparue que très rarement lors [des] contrôles [pédagogiques] » menés par les inspecteurs d'académie. En 2006, l'agence gouvernementale rappelle à nouveau qu’« il faut se garder de considérer que les parents qui éduquent leurs enfants à domicile ou les établissements privés hors contrat relèvent de la sphère des activités de nature sectaire ».

## Situation juridique

### Europe
Au sein de l'Union européenne, la Charte des droits fondamentaux de l'Union européenne, entrée dans l'ordre juridique de l'Union avec le traité de Lisbonne, garantit normalement aux parents le libre choix du mode d'instruction de leurs enfants en vertu de l'article II-14-3, disposition renforcée par la Déclaration universelle des droits de l'homme de 1948.
Néanmoins, en pratique, les possibilités de l'instruction en famille sont différentes d'un pays à l'autre. Parmi les 47 pays membres du Conseil de l’Europe :
- 5 pays interdisent totalement l’instruction en famille (Allemagne, Arménie, Chypre, Macédoine du Nord, Turquie)
- 7 pays l’ont soumis à une autorisation préalable (France, Grèce, Hongrie, Pays Bas, Roumanie, Slovaquie, Suède)
- Pour les autres pays, le régime varie d’une totale liberté à une simple déclaration, éventuellement complétée par une justification de la capacité des parents à enseigner (Islande, Italie, Liechtenstein, Malte, Portugal, République Tchèque, Serbie) ou la justification de répondre à certaines raisons prévues par la loi (Albanie, Biélorussie, Croatie). L’instruction peut être contrôlée et certains pays imposent l’obligation de suivre le programme scolaire à distance (Biélorussie, Bulgarie).
- Enfin, pour un certain nombre de pays, il existe un vide juridique permettant à chacun de faire selon ses convictions

Toutefois, dans d'autres pays comme l'Angleterre, l'Irlande, la France, l'Italie, la Suisse ou le Danemark la liberté d'instruction existe dans la loi et les parents peuvent donc choisir d'instruire eux-mêmes leurs enfants. Cependant, dans ces pays, les gouvernements tentent parfois d'instaurer des contrôles. C'est le cas en France où les enfants instruits à domicile font l'objet d'une enquête de mairie tous les deux ans et où l'enseignement donné dans le cadre de l'instruction en famille est vérifié une fois par an par l'inspection académique, selon l'article L131-10 du code de l'éducation. Parfois, ces contrôles sont en rapport avec les programmes nationaux, comme en Belgique ou en Autriche, où les enfants sont soumis à un examen scolaire national, souvent ils laissent une liberté pédagogique aux parents comme en France, en Italie, ou encore au Danemark où les parents peuvent même choisir leur inspecteur. D'autres pays européens tolèrent plus ou moins l'instruction parentale, soit parce que cette possibilité n'est pas prise en considération dans la loi.

#### Allemagne
En Allemagne, l’obligation scolaire est réglementée par les Länder. Dans tous les Länder, la fréquentation d’une école, qu’elle soit publique ou privée (reconnue par l’État), est obligatoire (Schulpflicht). Les premières lois concernant l’obligation scolaire étaient déjà promulguées dans plusieurs États sur le territoire allemand au temps de la réforme protestante, mais ce n’était qu’à partir de la République de Weimar qu’elles furent appliquées systématiquement. Une loi qui rendait la non-fréquentation de l’école comme un délit a été promulguée en 1938 sous le Régime Nazi (Reichsschulpflichtgesetz) et a influencé la formulation des lois des Länder concernant la scolarisation. En général, les infractions sont punissables avec amendes jusqu’au retrait du droit de garde des enfants. Par ailleurs, dans certains Länder elles sont punissables comme délits avec amendes ou peine de prison. Cependant, les expériences de ceux qui pratiquent l’instruction à la maison varient beaucoup, allant d’une tolérance tacite du côté des autorités locales à des longues batailles juridiques et des sanctions plus ou moins sévères, qui résultent fréquemment en le choix de l’émigration. Les autorités locales ont une large influence dans ce cas, car elles décident si une infraction sera suivie par un procès ou non.
Les raisons que l’État donne pour cette position sont fondées sur la notion d’un staatlicher Erziehungsauftrag (mandat éducatif de l’État) et comprises par ex. le mandat de l’État de former des citoyens responsables, d’encourager l’ouverture au pluralisme, d’intégrer les minorités et d’agir contre les Parallelgesellschaften (sociétés parallèles≈ les communautarismes).
On ne sait pas vraiment combien d’enfants en Allemagne reçoivent l’instruction à la maison, mais on estime que le nombre se situe entre 500 et 1000 enfants. Ce mouvement a commencé dans les années 1960, pour des raisons très différentes : certains parents pensaient que l’école était trop autoritaire et ont alors revendiqué le droit de l’enfant, et certains en revanche pensaient que l’école était antiautoritaire et trop libérale (des personnes s’en tenant à des valeurs conservatives/chrétiennes). Aujourd’hui encore, le mouvement est globalement caractérisé par deux courants : ceux qui revendiquent la responsabilité des parents de choisir la forme d’éducation de leurs enfants, et ceux qui mettent l’accent sur la liberté et individualité de l’enfant (souvent associée avec des valeurs écologiques).

#### Suisse
La législation varie selon les cantons.
Certains l'autorisent après une déclaration (cantons du Jura, Neuchâtel, Vaud), d'autres après autorisation (cantons d'Appenzell Rhodes-Extérieures, Fribourg, Genève, Tessin, Valais), ou pas du tout. Les familles doivent le plus souvent cependant se plier aux contrôles d'inspecteurs scolaires habilités à vérifier que l'instruction obligatoire est effectivement assurée.
Les enfants peuvent réintégrer l'école publique pour l'année suivante à condition qu'ils soient annoncés par écrit à la direction concernée avant le 1er avril précédant la rentrée. Ils doivent aussi passer un examen afin de déterminer leur niveau effectif.
Selon les cantons, les enfants scolarisés à domicile doivent passer les mêmes examens cantonaux de niveau (ECR) que les enfants scolarisés dans des écoles privées et publiques, ou y sont vivement encouragés, comme dans le canton de Vaud. En général ces enfants ont des résultats excellents[réf. nécessaire].
Environ 1 000 enfants seraient scolarisés à domicile en Suisse en 2009. En Vaud, il y aurait eu durant l'année scolaire 2008-2009 environ 72 enfants scolarisés à domicile répartis dans 57 familles.

#### France
Le principe de l’obligation d’instruction posé par la loi Jules Ferry (aujourd'hui, article L131-2 du code de l'éducation), garantit la liberté d'instruction en donnant aux parents le choix du mode d'instruction de leurs enfants.
L'instruction des enfants est obligatoire de 3 à 16 ans, suivie d'une obligation de formation jusqu'à 18 ans. L’instruction peut être suivie, selon le choix des personnes responsables :
- soit dans un établissement scolaire public,
- soit dans un établissement scolaire privé, sous contrat ou hors contrat,
- soit en instruction en famille, par les parents ou toute personne de leur choix qu’ils auront désignée[22].

##### Situation légale depuis 2021
L'instruction hors école est soumise à autorisation de la part de l'inspection académique pour une durée compris entre un et trois ans, et la demande doit obéir à des motifs précis : état de santé ou handicap, sport de haut niveau pour pratique artistique intensive, famille itinérante, éloignement géographique, situation particulière d'un enfant s'inscrivant dans un projet éducatif.
Des dispositifs spécifiques sont mis en place pour les familles dont les enfants étaient déjà instruits à domicile avant le changement de réglementation. Cette nouvelle réglementation est mise en place à partir de la rentrée 2022.

##### Situation légale jusqu'en 2021

###### Déclaration annuelle
Les familles qui pratiquent l'instruction en famille, c'est-à-dire dont les enfants en âge d'instruction obligatoire ne sont pas inscrits dans un établissement d'enseignement à distance, doivent effectuer une déclaration annuelle d'instruction en famille auprès de leur mairie et du directeur académique des services de l'Éducation nationale lors de la rentrée scolaire, ou dans les 8 jours après un changement de mode d'instruction ou de résidence. Un manquement à cette obligation peut entraîner une amende de 5e classe (1 500 €). Dans le cas où les enfants sont inscrits auprès d'un centre de cours par correspondance reconnu par l'État (scolarisation à distance), c'est l'organisme qui est tenu d'effectuer les démarches auprès de la mairie et de la direction académique.

###### Enquête de la mairie
L’article L. 131-10 du code de l’éducation précise que les enfants soumis à l’obligation scolaire qui reçoivent l’instruction dans leur famille, y compris dans le cadre d’une inscription dans un établissement d’enseignement à distance, font l’objet dès la première année, puis tous les deux ans, d’une enquête de la mairie compétente. Ce contrôle permet d’établir quelles sont les raisons alléguées par les personnes responsables de l’enfant d’instruire leur enfant en famille, et si le(s) enfant(s) reçoit (-vent) une instruction compatible avec l’état de santé de ce(s) dernier(s) et les conditions de vie de la famille. Le maire peut déléguer cette enquête à un de ses adjoints ou au service social. Il ne s’agit pas d’une enquête sociale et seul ce qui concerne les conditions de l’instruction doit être abordé. Le résultat de cette enquête est alors communiqué à l’autorité compétente en matière d’éducation (DASEN) et aux personnes responsables de l’enfant.
Lorsque l’enquête n’a pas été effectuée, elle est diligentée par le représentant de l’État dans le département (préfet).

###### Contrôle pédagogique
L'article L. 131-10 du code de l'éducation précise également que les familles dont les enfants sont instruits en famille, ou inscrits auprès d'un établissements d'enseignement à distance (hors CNED réglementé), font l'objet d'un contrôle pédagogique annuel, au minimum 2 mois et un jour après la date de la déclaration d’instruction en famille.
Ce contrôle a notamment pour but de vérifier que l’enfant a accès à une instruction garantie par la Convention des Droits de l’Enfant, ce que l’État traduit dans le droit à disposer d’une instruction dont le contenu est défini dans le socle commun de connaissances, de compétences et de culture.
Depuis 2016, le contrôle est fait au regard des objectifs de chaque fin de cycle. De plus, ce contrôle pédagogique doit vérifier que l'instruction est donnée pour les enfants d'une seule et même famille.
Le contrôle peut se dérouler au domicile de la famille, ou dans un établissement scolaire déterminé par l’Inspection Académique (école maternelle, primaire, collège…). Depuis un décret de 2019, les contrôles au domicile des familles peuvent également se faire de manière inopinée, sauf dans le cas d’un second contrôle annuel.
L’évolution des acquisitions de l’enfant s’apprécie en fonction de la progression globale définie et mise en œuvre par les personnes responsables dans le cadre de leurs choix éducatifs tels qu’elles ont pu les présenter aux personnes chargées du contrôle et, après le premier contrôle, par rapport aux contrôles antérieurs, sans référence au niveau scolaire d’une classe d’un établissement d’enseignement public ou privé sous contrat. De même, le contrôle doit être individualisé et spécifique à chaque enfant.
Le contrôle n’a pas pour objet de vérifier que le niveau de l’enfant est équivalent à celui d’un enfant de même âge scolarisé. Il ne doit pas faire référence aux programmes de l’Éducation nationale, qui sont, eux, une mise en application pédagogique du socle pour les établissements publics.
Dans le cas d'un enseignement à distance, le contrôle a pour but de vérifier que c'est bien l'enfant qui effectue les travaux ; lorsqu'il s'agit d'un enfant inscrit au CNED en section réglementée (soumise à autorisation de la part de l'autorité académique), il n'y a pas de contrôle pédagogique (excepté dans le cas où aucun travail n'est visiblement fourni).
Dans le cas d'un contrôle aux résultats négatifs (manque notable d’instruction ou absence d’évolution entre 2 années), les personnes responsables de l’enfant sont informées du délai au terme duquel un second contrôle est prévu et des insuffisances de l’enseignement dispensé auxquelles il convient de remédier. Si les résultats du second contrôle sont à nouveau jugés insuffisants, il y a alors injonction de scolarisation sous quinze jours dans un établissement d'enseignement public ou privé.

###### Évolution du cadre juridique
Le contenu des connaissances requis à l'issue de la période d'instruction obligatoire (16 ans) pour les enfants instruits en famille ou inscrits à des établissements d'enseignement privés hors contrat est fixé par le décret n° 2009-259 du 5 mars 2009, qui modifie les articles D131-11 et D131-12 et abroge les articles D131-13 à D131-16. À l'issue de la fin de la période d'instruction obligatoire (16 ans), l'instruction donnée à ces enfants doit ainsi les avoir amenés à maîtriser l'ensemble des compétences inscrites dans le socle commun de connaissances, de compétences et de culture détaillées au sein de l'annexe mentionné à l'article D.122-1 par le décret n°2006-830 du 11 juillet 2006.
En 2016, une proposition de loi portée par le député de droite Éric Ciotti veut restreindre très fortement l'instruction en famille, en imposant une autorisation préalable de l’autorité académique devant être justifiée par des situations très précises : l’exigence de soins médicaux ; une situation de handicap en attente de scolarisation dans un établissement médico-social ; des activités sportives ou artistiques ; des parents itinérants ; l’éloignement géographique d’un établissement scolaire. Cette proposition a été rejetée.
En 2019, le projet de loi "école de la confiance", permet aux contrôles académiques de se faire de manière inopinée. De plus en cas de mise en demeure d'inscription en école, celle-ci doit se faire pour l'année en cours et pour l'année suivante.

##### Dérives sectaires et séparatisme
Le 2 octobre 2020, dans le cadre de la lutte contre la radicalisation, le président Emmanuel Macron annonce que l'instruction des enfants sera rendue obligatoire à l'école dès 3 ans pour la rentrée 2021, sauf exception très stricte.
L'une des raisons invoquées en opposition à l'instruction en famille en France serait le risque de dérive : déviance religieuse, voire terroriste, à l'égard des valeurs de la Nation.
Pour la première fois en France, le droit à l’instruction en famille est remis en cause par le président de la République. « Face à ces dérives qui excluent des milliers d’enfants de l’éducation à la citoyenneté, de l’accès à la culture, à notre Histoire, à nos valeurs, à l’expérience de l’altérité qui est le cœur de l’école républicaine, j’ai pris une décision : dès la rentrée 2021, l’instruction à l’école sera rendue obligatoire pour tous dès trois ans. L’instruction à domicile étant strictement limitée aux impératifs de santé. »
Cette question est discutée d’octobre 2020 à août 2021, le Gouvernement soulevant le fait que des familles feraient le choix d’instruire à domicile dans une volonté séparatiste. Ce terme est utilisé principalement pour cibler les mouvements islamistes, mais il englobe également les mouvements sectaires et plus largement toutes les personnes ayant une volonté de se séparer des principes de la République,.
À la suite du discours du président, les familles pratiquant l'instruction en famille dénoncent l'inconstitutionnalité de ce projet de loi et travaillent aux côtés des parlementaires pour essayer de conserver le régime de déclaration actuel,.
Après être arrivé au bout du processus législatif, la loi de lutte contre le séparatisme, renommée au fil des mois « loi confortant le respect des principes de la République » est votée, comprenant l’article 49 qui vise à limiter l’instruction en famille en France. Des parlementaires dénonçant l’atteinte aux libertés et l’anti-constitutionnalité de cet article de loi déposent des saisines au Conseil constitutionnel,.
Ce dernier dévoile sa décision le 13 août 2021 et maintient l’article 49 au sein de la loi. L’instruction en famille sera donc soumise à autorisation à compter de septembre 2022. Les modalités de cette nouvelle loi seront fixées par des décrets. Le Décret n° 2022-182 du 15 février 2022 précise les modalités de délivrance de l'autorisation d'instruction dans la famille demandées au titre des années 2022-2023 et suivantes (demandes obligatoires à compter de la rentrée scolaire 2022, en plus de la déclaration obligatoire pour l'année scolaire 2021-2022).

#### Belgique

##### Fédération Wallonie-Bruxelles
En Belgique, la scolarité est obligatoire de 6 à 18 ans. Cependant, une instruction peut être donnée à domicile,. La liberté pédagogique est inscrite dans la Constitution belge de 1831 (Art. 24 § 1er. L’enseignement est libre ; toute mesure préventive est interdite ; la répression des délits n’est réglée que par la loi ou le décret. La communauté assure le libre choix des parents).
Les familles dont les enfants ne sont pas scolarisés dans un établissement organisé ou subventionné par la Communauté française sont alors soumises à plusieurs obligations : déclaration annuelle (avant le 1er octobre et suivant formulaire), contrôles de l’enseignement, et obtention des examens de changement de cycle.
Les contrôles sont effectués par les Services de l’Inspection à plusieurs reprises durant la période de scolarité obligatoire. Ces contrôles ont lieu, au moins, lors des années où l’élève atteint 8 ans et 10 ans. Ils peuvent avoir lieu individuellement, ou collectivement, dans un endroit désigné par les Services de l’inspection,. Ils ont pour but de vérifier la conformité de l’enseignement avec les textes officiels (Constitution, Convention européenne des droits de l’Homme…) et le niveau d’étude de l’élève. Le contrôle du niveau d’étude se base sur l’évaluation des supports employés dans le cadre de l’instruction, dont la liste est envoyée par la famille aux Services de l’inspection. Le contrôle se fonde aussi sur l’interrogation de l’élève. Ces vérifications doivent ainsi permettre de déterminer si l’instruction donnée lui permettra d’atteindre un niveau d'études équivalent (et non identique) au socle commun des compétences,. Un rapport est effectué par les Services, et une commission détermine si l’instruction à domicile est conforme. L’avis de la commission est notifié aux parents (ou aux responsables légaux de l’élève). Si la décision est négative, un second contrôle est effectué, et ce sera ce nouveau rapport qui décidera de la réintégration de l’élève dans un établissement ou de la poursuite de l’enseignement à domicile.
Les élèves instruits à domicile sont tenus d’obtenir au plus tard dans l’année de leurs 12, 14 et 16 ans, les examens respectivement du Certificat d’Études de base (CEB), du Premier Jury (attestation d'orientation du premier degré) et du Second Jury (attestation d’orientation du second degré). En cas d’échec, la réintégration dans un établissement scolaire organisé ou subventionné par la communauté est exigée. Une dérogation peut être accordée, concernant l’obtention des diplômes, comme lors du contrôle du niveau d’étude, pour un motif précis (handicap physique ou mental, troubles entraînant des difficultés d’apprentissage),. Dans ce cas, les aménagements possibles sont décidés par la commission après l'avis des Services de l'inspection.
Cependant, le décret de 2008 fixant les conditions à remplir pour satisfaire à l'obligation scolaire a été rendu inapplicable en 2009 pour la ville de Bruxelles, parce qu'il dépassait la compétence de la Communauté. Par conséquent, les Services de l'inspection ne peuvent exiger un contrôle de l'obligation scolaire, ni la réintégration d'un établissement de la Communauté après un échec aux épreuves du CEB des enfants instruits à domicile et domiciliés à Bruxelles.

#### Pays-Bas
Aux Pays-Bas, l'instruction parentale est soumise à autorisation et est permise si les parents avancent des raisons religieuses ou des choix éducatifs ; les choix pédagogiques n'étant pas pris en considération. En France par contre, la mise en avant de choix religieux risquerait fortement d'assimiler la famille à une fréquentation sectaire, ce qui pourrait générer des complications.

### Amérique

#### États-Unis
Aux États-Unis, l'éducation à domicile a un cadre légal depuis 1993. Depuis, de plus en plus de familles ne confient plus leurs enfants à l'école, publique ou privée. Les raisons sont multiples : manque de sécurité ou convictions religieuses. Les législations diffèrent selon les États. En Ohio, il suffit que les parents aient fini leurs études secondaires et se signalent à l'administration alors qu'en Californie il faut qu'ils aient reçu une formation.

#### Canada
Si l'éducation à domicile est autorisée au Canada, la situation précise varie de province en province. Il suffit parfois de simplement signaler au Ministère de l'Éducation provinciale son intention de se prévaloir de son droit d'enseignement à domicile de ses enfants. Mais certaines provinces plus tatillonnes imposent des examens réguliers aux enfants instruits à domicile. De nouvelles lois sont sans cesse proposées dans les provinces, elles tendent généralement à restreindre la liberté des parents.

##### Québec
L'éducation à domicile au Québec est soumise à l'article 15 (4) de la Loi sur l'instruction publique du Québec qui dispense les enfants suivants de fréquenter une école publique : « l'enfant qui reçoit à la maison un enseignement et y vit une expérience éducative qui, d'après une évaluation faite par la commission scolaire ou à sa demande, sont équivalents à ce qui est dispensé ou vécu à l'école ». L'incise « d'après une évaluation faite par la commission scolaire ou à sa demande » a été rajoutée au texte original qui était nettement plus libéral d'esprit.
Chaque commission scolaire évalue les enfants et interprète ce texte différemment. Certaines sont ouvertes à cette pédagogie originale et peu exigeantes, d'autres demandent aux parents de justifier leur droit, leurs motivations, les preuves d'une « socialisation réussie » avec des enfants de même âge, la méthode pédagogique adoptée. On a même connu un cas où des parents pourtant universitaires se sont vu enlever leurs enfants par la Direction de la protection de la jeunesse[réf. nécessaire].

##### Ontario
L'éducation à domicile en Ontario est soumise à l'alinéa 21 (2) a) de la Loi sur l'éducation qui dispense les enfants: « La personne est dispensée de fréquenter l’école dans l’un des cas suivants : a) elle reçoit un enseignement satisfaisant au foyer ou ailleurs ».

### Documentaires
- Surfwise, un documentaire américain réalisé par Doug Pray en 2007.
- Alphabet, un documentaire allemand réalisé par Erwin Wagenhofer en 2013.
- Être et Devenir, film de Clara Bellar en 2014.

### Fictions
- Captain Fantastic, un film dramatique américain écrit et réalisé par Matt Ross, sorti en 2016.